# Frank Robbins
Franklin « Frank » Robbins (9 septembre 1917-28 novembre 1994) est un dessinateur, peintre et auteur de comic strip américain.

## Biographie
Franklin Robbins naît le 9 septembre 1917. Dès l'âge de neuf ans, il reçoit une bourse pour étudier dans une école d'art mais la crise de 1929 l'oblige à interrompre ses études. Il est d'abord en apprentissage dans une agence de publicité. En 1935, il est chargé d'illustrer les publicités de la RKO. En 1939, il est engagé pour reprendre le comic strip Scorchy Smith après Noel Sickles qui voit alors son succès grandir. En 1944, King Features Syndicate lui demande de créer une série pour la page dominicale. Il propose alors Johnny Hazard qui est publié à partir du 5 juin et qu'il dessinera jusqu'en 1977. Cela ne l'empêche pas de travailler sur d'autres projets. Dans les années 1940, il place des illustrations pour des journaux comme  Life, Look ou Saturday Evening Post. Dans les années 1960, il écrit des scénarios et parfois dessine des comics publiés par DC Comics (Batman, The Flash ou Unknown Soldier). À partir de 1977, il travaille pour Marvel Comics sur divers comics comme Captain America. Il prend sa retraite en s'installant au Mexique où il s'adonne à la peinture. Ses œuvres sont plusieurs fois exposées dans des galeries ou des musées comme le Whitney Museum of American Art de New York. Il meurt le 28 novembre 1994.

## Œuvres

### Scénariste
- Batman
- Weird War Tales (DC Comics)
- House of Mystery (DC Comics)
- Detective Comics (DC Comics)
- The Human Fly (Marvel Comics)
- The Shadow
- L'Homme de l'Atlantide
- Moonstone avec Marv Wolfman
- Ghost Rider (comics)
- Flash (DC comics)

### Dessinateur
- Johnny Hazard (comic strip 1944-1977)
- Captain America #182 (février 1975)